# Arenaromyia eudokiae
Arenaromyia eudokiae är en tvåvingeart som beskrevs av Fedotova 2004. Arenaromyia eudokiae ingår i släktet Arenaromyia och familjen gallmyggor. Inga underarter finns listade i Catalogue of Life.